# Tachopteryx
Tachopteryx is een geslacht van echte libellen uit de familie van de Petaluridae.

## Soorten
- Tachopteryx thoreyi (Hagen, 1858)